# 101 Reykjavík
101 Reykjavík es una película franco-germano-escandinava de Baltasar Kormákur rodada en 2000 basada en el libro de igual título de Hallgrímur Helgason.

## Sinopsis
Hlynur, treintañero desempleado vive aún con su madre y se pasa la vida bebiendo, saliendo y multiplicando sus conquistas. Fuera de esto, no tiene ningún objetivo en la vida. Hasta el día en que Lola, una amiga de su madre, llega para pasar las fiestas navideñas.

## Ficha técnica
- Título: 101 Reykjavik
- Título original: 101 Reykjavík
- Dirección: Baltasar Kormákur
- Guion: Baltasar Kormákur et Hallgrimur Helgason
- Música: Damon Albarn y Einar Örn Benediktsson
- Fotografía: Peter Steuger
- Productora: 101 limited, Filmhuset AS, Liberator Productions, Troika Entertainment GmbH y Zentropa Entertainments
- Nacionalidad: Islandesa-danesa-alemana-franco-noruega
- Fecha de estreno: 31 de octubre de 2001 (en Francia)
- Género: Comedia
- Duración: 88 minutos

## Reparto
- Victoria Abril: Lola
- Hilmir Snær Guðnason: Hlynur
- Hanna María Karlsdóttir: Berglind
- Þrúður Vilhjálmsdóttir: Hófi
- Baltasar Kormákur: Þröstur
- Ólafur Darri Ólafsson: Marri
- Þröstur Leó Gunnarsson: Brúsi
- Eyvindur Erlendsson: Hafsteinn
- Halldóra Björnsdóttir: Elsa
- Hilmar Jonsson: Magnús

## Premios
- Gran premio del jurado en el Festival de cine nórdico de 2001.